# Sambro (torrente)
Il Sambro è un torrente dell'Appennino bolognese, il principale affluente di destra del fiume Setta. Lungo 14,3 km, ha un bacino imbrifero di 38,4 km².

## Percorso
Nasce dal Monte dei Cucchi, un'altura facente parte del crinale spartiacque denominato Pian di Balestra, a circa 1020 m di altitudine; scende quindi verso nord e, dopo pochi chilometri, sotto l'abitato di San Benedetto Val di Sambro, riceve l'apporto idrico da destra del suo principale affluente, il torrente Sambruzzo, nato pure esso dal Monte dei Cucchi, presso la località Madonna dei Fornelli. Il Sambro prosegue immettendosi, con direzione nord-ovest, in una valle che lascia sulla propria destra il Monte Venere (da cui riceve il tributo di diverse piccole sorgenti), e sulla sua sinistra il contrafforte di Monteacuto Vallese. In località Rioveggio, dopo essere passato sotto un viadotto dell'Autostrada del Sole, e sotto al grande ponte della ex SS 325 del Valico di Montepiano, s'immette nel fiume Setta.
La sua valle ed il suo bacino sono assai interessanti dal punto di vista ambientale per la presenza di fitti boschi; tuttavia, l'intero territorio è soggetto a possibili frane, una delle quali ha causato la formazione di un piccolo lago sul torrente.

## Affluenti
Il suo principale affluente è il torrente Sambruzzo che sfocia a San Benedetto val di Sambro e dopo circa 7 km nasce come il Torrente Sambro, nel Monte dei Cucchi (1140 m).

## Regime idrico
Il regime idrico del Sambro è torrentizio, ma esso non resta asciutto nemmeno nelle estati più siccitose. La portata media si stima possa essere dell'ordine di 1,5 m³/s, con delle massime in piena di addirittura 50 m³/s.
Nelle ultime estati è diminuita notevolmente la portata fino a ridursi ed un esile rivolo